# Trish Deseine
Pour les articles homonymes, voir Deseine.
Trish Deseine est une autrice irlandaise de livres culinaires, née en 1964 à Belfast.

## Biographie
Trish Deseine est née en 1964 à Belfast. Seule fille parmi les 3 enfants que compte la famille, elle reçoit de ses parents, un père fermier et une mère enseignante, une éducation qu'elle qualifiera de rigide, mais apprend aussi à apprécier la qualité des aliments. Elle découvre la France à 13 ans, lors d'un voyage scolaire, et envisage alors d'y revenir un jour.
Elle fait des études de lettres à l'université d'Édimbourg, où elle rencontre son mari français qu'elle épouse en 1990 ; c'est à cette période qu'elle commence à cuisiner sérieusement, sur la base du recueil de recettes des sœurs Scotto, pour nourrir ses camarades d'étude.
Elle s'installe ensuite à Paris en 1987. Elle y travaille d'abord dans le secteur de la mode puis du tourisme. Repérée par les éditions Marabout lors d'un salon culinaire où elle présente les produits que vend sa société créée avec son mari, elle commence à publier professionnellement ses recettes en France,. En 2015, alors qu'elle est divorcée de son mari, elle retourne vivre en Irlande où elle continue à publier dans le secteur culinaire, puis revient en France après le décès de son compagnon irlandais.
Parfois décrite comme la « reine des livres de cuisine », on prête à son travail une influence notable sur le secteur culinaire en France.

### Livres et autres écrits
Son premier livre, Petits plats entre amis, paraît aux éditions Marabout en 2000 et lui vaut le prix Ladurée et le prix SEB du livre de cuisine ; il est rapidement un succès, vendu à plus de 150 000 exemplaires. Elle confirme l'année suivante avec Je veux du chocolat, aux éditions Marabout, traduit en huit langues et vendu à plus de 300 000 exemplaires, et voit son nom solidement associé au secteur. Le succès des livres repose notamment sur des illustrations très travaillées, réalistes dans un style épuré, encore rare à l'époque. Marabout éditera pendant plusieurs années la totalité de ses productions.
En 2003, Mes petits plats préférés remporte le French Gourmand Cookbook Award. 
Mère de quatre enfants, elle écrit pour les tout petits : J’en veux encore en 2004, puis en 2005, Du caramel plein la bouche. En 2006, elle fait paraître Ma petite robe noire et autres recettes, en référence au vêtement féminin ; en 2007, l'ouvrage est lauréat du prix La Mazille du meilleur livre gourmand.
Son succès lui permet de s'associer à de nouveaux éditeurs. En 2013, Flammarion lui confie la responsabilité du Guide gourmet de Paris. En 2015, elle publie Mon Irlande chez Hachette, ouvrage plus personnel consacré à la cuisine irlandaise qu'elle a écrit d'abord en anglais, tout en continuant à écrire des ouvrages plus commerciaux. En 2020, elle travaille avec les éditions La Martinière pour Un soupçon de sucre.

### Autres activités
À la fin des années 1990, elle crée  avec son mari une société de vente par correspondance d'ustensiles et d'ingrédients de pâtisserie, Au comptoir des chefs.
En 2008, elle préside la coupe d'Europe de cuisine amateur. La même année, elle crée une émission culinaire à la télévision irlandaise RTE.

## Œuvre
- Trish Deseine, Petits Plats entre amis, Marabout, 2001, 192 p. (ISBN 978-2-501-03571-2)
- Trish Deseine, Je veux du chocolat !, Alleur (Belgique)/Paris, Marabout, 2002, 160 p. (ISBN 978-2-501-03769-3 et 2-501-03769-3)
- Trish Deseine, Fêtes maison, Paris, Marabout, 2003, 192 p. (ISBN 978-2-501-03768-6 et 2-501-03768-5)
- Trish Deseine, Mes petits plats préférés, Paris, Marabout, octobre 2003, 192 p. (ISBN 978-2-501-04101-0 et 2-501-04101-1)
- Trish Deseine, J'en veux encore !, Paris, Marabout, 2004, 192 p. (ISBN 978-2-501-04178-2 et 2-501-04178-X)
- Trish Deseine, Du caramel plein la bouche, Paris, Marabout, 2005, 160 p. (ISBN 978-2-501-04377-9 et 2-501-04377-4)
- Trish Deseine, Les apéros de Trish, Paris, Marabout, 2006, 64 p. (ISBN 978-2-501-04893-4 et 2-501-04893-8)
- Trish Deseine, Ma Petite robe noire et autres recettes, Paris, Marabout, 2006, 395 p. (ISBN 978-2-501-04820-0 et 2-501-04820-2)
- Trish Deseine, My cuisine, Marabout, 2012, 352 p. (ISBN 978-2-501-05443-0 et 2-501-05443-1)
- (en) Trish Deseine, The Paris Gourmet : Restaurants, Shops, Recipes, Tips, Éditions Flammarion, 2013, 208 p. (ISBN 978-2-08-020156-0 et 2-08-020156-5)